# Biomasse

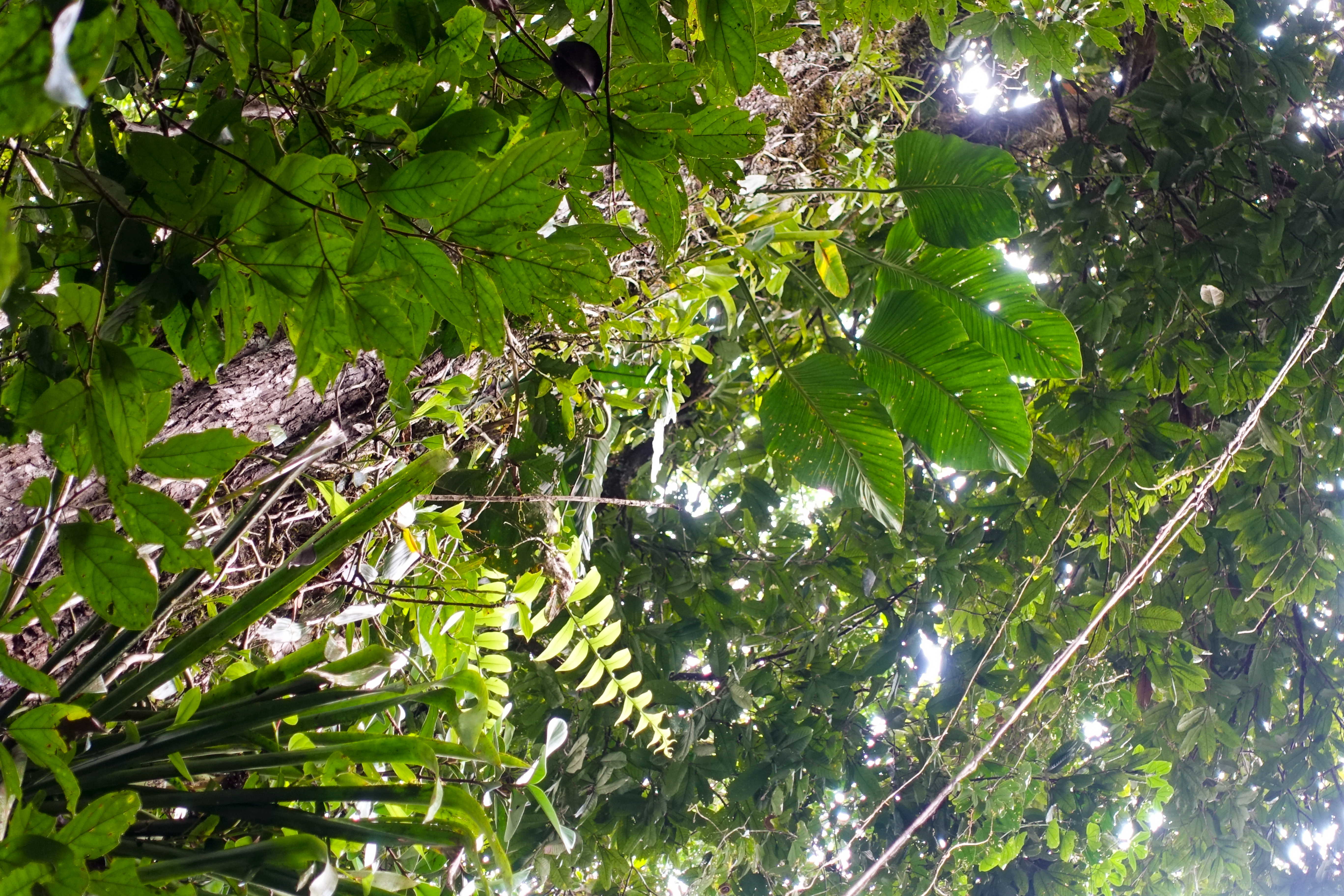
82 % der Biomasse sind pflanzlichen Ursprungs und die höchste Produktivität wird in den immerfeuchten Tropenwäldern erreicht.

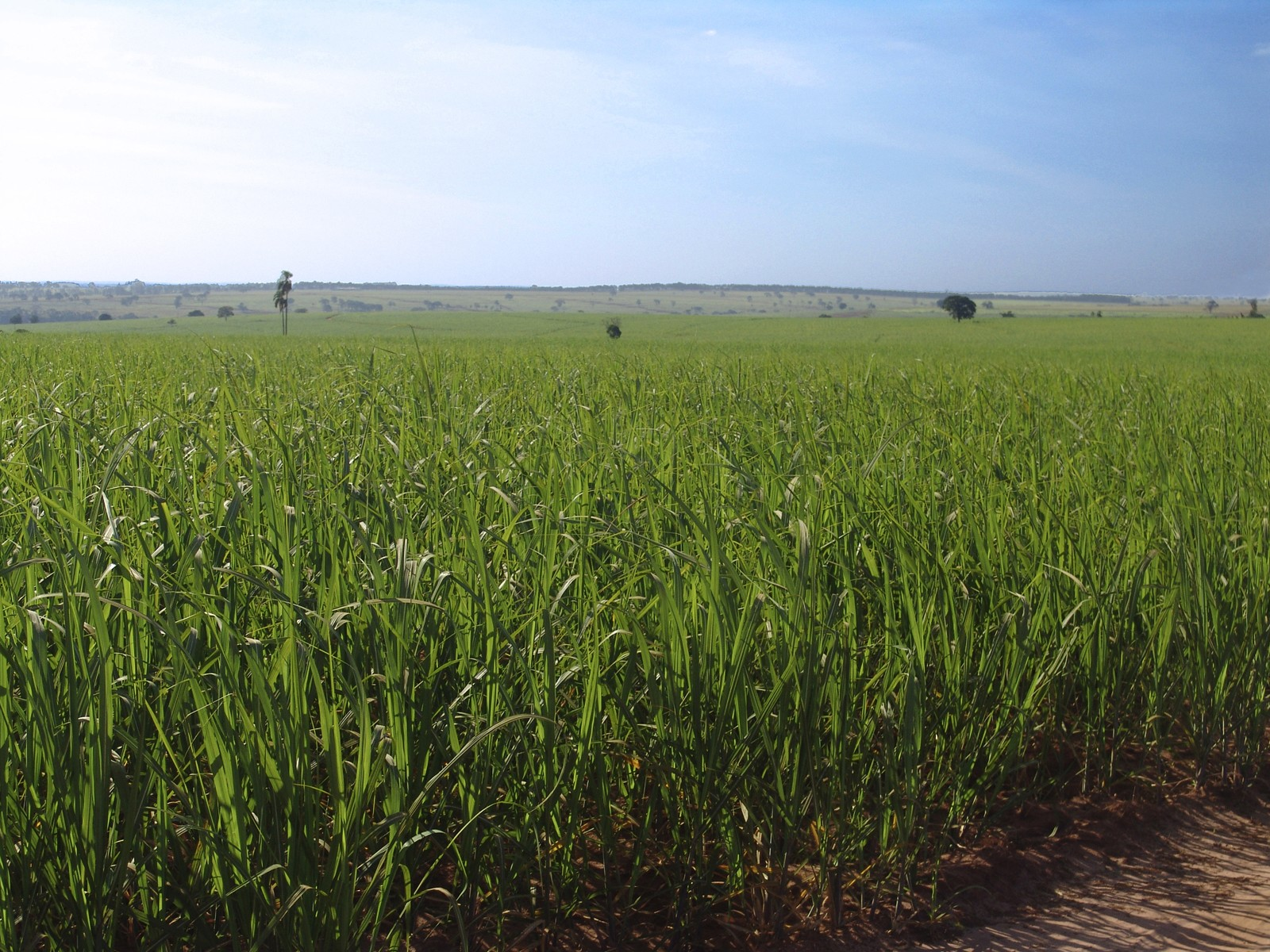
Zuckerrohr ist ein wichtiger Lieferant von Biomasse, die als Nahrung oder energetisch genutzt wird.

Als Biomasse wird die Stoffmasse von Lebewesen oder deren Körperteilen bezeichnet. Diese Stoffgemische werden mithilfe ihrer Masse quantifiziert.
In der Ökologie wird die Biomasse häufig nur für ausgesuchte, räumlich klar umrissene Ökosysteme oder nur für bestimmte, einzelne Populationen erfasst. Gelegentlich gibt es zudem Versuche, die Biomasse der gesamten Ökosphäre abzuschätzen.
Die Vegetation entwickelt sich nach dem Prinzip der „Optimalgesellschaft“ immer nach einer möglichst großen Primärproduktion durch die Umwandlung der vorhandenen abiotischen Faktoren mit Hilfe der Photosynthese in Biomasse. Sehr große Niederschlagsmengen, hohe Luftfeuchtigkeit und staunasse Böden sind ideal für eine große Biomasseproduktion, die sich immer in Wäldern verwirklicht. Das Maximum wird in Bezug auf die weltweiten Biome bei den tropischen Regenwäldern erreicht; auf der Ebene regionaler Biotope sind es jedoch Wälder in etwas kühlerem (noch fast frostfreiem) Klima mit gedämpfter Sonneneinstrahlung, wie es etwa bei den Küstenmammutbaumwäldern Kaliforniens und den Riesen-Eukalyptus-Wäldern Südost-Australiens und Tasmaniens vorhanden ist.
In der Ökologie existiert kein einheitlicher Biomasse-Begriff. In der Energietechnik ist mit Biomasse nur die energetisch nutzbare Biomasse gemeint.

## Begriff
Bisher konnte sich kein einheitlicher Biomasse-Begriff etablieren. Die in der Literatur auffindbaren Biomasse-Begriffe unterscheiden sich mehr oder weniger stark. Zudem lassen sie sich in zwei Gruppen gliedern:
- Ökologische Biomasse-Begriffe sind nicht einheitlich. Ein Grund ist, dass Biomasse sich verändert, während Lebewesen untereinander und mit ihrer unbelebten Umwelt wechselwirken. Derzeit besteht keine Einigkeit über die Definition. Stattdessen existiert eine bunte Vielfalt von ökologischen Biomasse-Begriffen nebeneinander.

- Energietechnische Biomasse-Begriffe umfassen ausschließlich solche biotischen Stoffe, die als Energiequellen genutzt werden können. Die diversen energietechnischen Biomasse-Begriffe unterscheiden sich voneinander bloß in Nuancen.

### Ökologischer Begriff „Biomasse“
Die Entwicklung des ökologischen Biomasse-Begriffs führt zurück in die 1920er. Damals versuchte der russische Naturwissenschaftler Wladimir Iwanowitsch Wernadski (1863–1945) zu schätzen, welche Masse alle irdischen Lebewesen zusammen genommen besitzen könnten. Er stellte seine Schätzungen das erste Mal 1922 oder 1923 vor, als er in Paris Vorlesungen über Geochemie hielt. Ein Essay zur Vorlesung wurde 1924 in französischer Sprache veröffentlicht. Nach weiteren Überlegungen ließ Wernadski 1926 ein kurzes Buch in russischer Sprache folgen. In seinen Überlegungen verwendete er allerdings noch nicht den Ausdruck Biomasse.
Die Bezeichnung Biomasse wurde ein Jahr später eingeführt. Die Einführung erfolgte durch den deutschen Zoologen Reinhard Demoll (1882–1960). Die Bezeichnung wurde 1931 aufgegriffen vom russischen Ozeanographen Lev Aleksandrovich Zenkevich (1889–1970):

„By biomass (Demoll) we term the quantity of substance in living organisms per unit of surface or volume.“

„Mit Biomasse ([nach Reinhard] Demoll) bezeichnen wir die Menge an Substanz in lebenden Organismen pro Einheit Oberfläche oder [pro Einheit] Volumen.“

Zenkevich – und vor ihm Demoll – benannten mit Biomasse einfach die Masse, die alle lebenden Organismen eines bestimmten Bereichs zusammen genommen besitzen. Hier zeigt sich die erste Definition des ökologischen Biomasse-Begriffs, die immer noch verwendet wird.
- Biomasse (Demoll 1927): Masse der Lebewesen pro Raumbereich.

Zenkevich beeinflusste die erste naturwissenschaftliche Publikation, die in ihrem Titel den Ausdruck Biomasse führte. Sie wurde ebenfalls von einem Russen verfasst. Im Jahr 1934 veröffentlichte der Gewässerbiologe Veniamin Grigor'evič Bogorov (1904–1971) seine Studie Seasonal Changes in Biomass of Calanus finmarchicus in the Plymouth Area in 1930.
Bogorov befasste sich mit der Biomasse aller Ruderfußkrebse der Art Calanus finmarchicus in den Gewässern von Plymouth. Er betrachtete demnach die Biomasse einer bestimmten Population – also der Individuen einer Art innerhalb eines bestimmten Areals, die miteinander eine Fortpflanzungsgemeinschaft bilden. Aus Bogorovs Studie geht außerdem hervor, dass er die Biomasse erst maß, nachdem die gefangenen Organismen in einem Exsiccator über Calciumchlorid getrocknet worden waren. Er maß also ihr Trockengewicht. Somit entwickelte Bogorov eine zweite Definition des ökologischen Biomasse-Begriffs, die ebenfalls bis heute Gültigkeit besitzt.
- Biomasse (Bogorov 1934): Gemeinsame Trockenmasse aller Individuen einer Population.

Innerhalb von sieben Jahren waren bereits zwei verschiedene Definitionen des ökologischen Biomasse-Begriffs entwickelt worden. In den darauf folgenden Jahrzehnten gesellten sich viele weitere hinzu, die von den beiden ursprünglichen Definitionen mehr oder weniger stark abwichen:
- Die meisten ökologischen Biomasse-Begriffe beziehen sich auf getrocknete Biomasse.[11][12][13] Gelegentlich jedoch wird der Wassergehalt nicht heraus gerechnet.[14][15]
- Einige ökologische Biomasse-Begriffe beinhalten sowohl lebende als auch tote Biomasse.[16][17][18] Andere beziehen sich ausschließlich auf lebende Biomasse.[19][20]
- Die meisten ökologischen Biomasse-Begriffe umfassen die Masse der Zellen. Und sie umfassen zusätzlich jene Dinge, die von Zellen ausgeschieden oder abgesondert werden.[21] Vereinzelt jedoch wird ausschließlich die Zellsubstanz als Biomasse bezeichnet.[22][23]
- In der Vergangenheit bezogen sich viele ökologische Biomasse-Begriffe allein auf die Massen von Pflanzen und Tieren. Zunehmend wird aber auch die Masse der Mikroorganismen berücksichtigt.

Kein ökologischer Biomasse-Begriff schließt fossile Energieträger, Kerogen oder biogene Sedimentgesteine mit ein, obwohl jene Stoffe abgewandelte Formen toter Biomasse darstellen.

### Energietechnischer Biomasse-Begriff
Der energietechnische Biomasse-Begriff umfasst ausschließlich tierische und pflanzliche Erzeugnisse, die zur Gewinnung von Heizenergie, von elektrischer Energie und als Kraftstoffe verwendet werden können. Im Vergleich mit den ökologischen Biomasse-Begriffen ist der energietechnische Biomasse-Begriff viel enger gefasst. Denn erstens bezieht er sich ausschließlich auf tierische und pflanzliche, nie jedoch auf mikrobielle Stoffe. Und zweitens umfasst er innerhalb der tierischen und pflanzlichen Stoffe nur solche Substanzen, die energietechnisch verwertet werden können.

„Biomasse: Organische Stoffe biogener, nicht fossiler Art zur energetischen Nutzung. Verwendung in Biomasse-Heizanlagen.“

„Biomasse im Sinne dieser Verordnung sind Energieträger aus Phyto- und Zoomasse. Hierzu gehören auch aus
Phyto- und Zoomasse resultierende Folge- und Nebenprodukte, Rückstände und Abfälle, deren Energiegehalt aus
Phyto- und Zoomasse stammt.“

Als Formen energietechnisch berücksichtigter Biomasse werden genannt: Holzpellets, Hackschnitzel, Stroh, Getreide, Altholz, pflanzliches Treibgut, Biodiesel und Biogas. Energietechnisch relevante Biomasse kann demnach in gasförmiger, flüssiger und fester Form vorliegen.

## Typen von Biomasse

### Kriterien
Biomasse kann nach drei unterschiedlichen Kriterien typisiert werden. Die drei Kriterien und die jeweiligen Typen von Biomasse ergeben sich aus den verschiedenen ökologischen Biomasse-Begriffen.
Wassergehalt
Frischbiomasse
Die Biomasse einschließlich des enthaltenen Wassers.
Trockenbiomasse
Die Biomasse ohne gegebenenfalls darin enthaltenem Wasser.
Herkunft
Phytomasse
Die Biomasse stammt von Pflanzen.
Zoomasse
Die Biomasse stammt von Tieren.
Mikrobielle Biomasse
Die Biomasse stammt von Mikroorganismen (einschließlich Pilzen).
Lebendigkeit
Lebende Biomasse
Die Biomasse befindet sich an bzw. in lebenden Organismen.
Tote Biomasse
Die Biomasse befindet sich an bzw. in toten Organismen beziehungsweise ist abgestorben.

### Lebende Biomasse
An der Basis der Bildung von Biomasse stehen die Primärproduzenten. Das sind Organismen, die energiearme Baustoffe der unbelebten Umwelt entnehmen und in Nährstoffe umwandeln. Die Energie, die sie für diese Umwandlung benötigen, entnehmen sie ebenfalls der unbelebten Umwelt (Autotrophie). Unbelebte Energiequellen der Autotrophie sind Licht (Photoautotrophie) und bestimmte chemische Reaktionen (Chemoautotrophie). Die meistverbreiteten, vielzelligen Primärproduzenten des Festlandes sind die photoautotrophen Landpflanzen. Die meistverbreiteten Primärproduzenten der lichtdurchfluteten Meeresbereiche sind mikroskopisch klein und gehören somit zum Phytoplankton.

Nahrungspyramide: 1000 kg Getreide pro Jahr werden von 3000 Feldmäusen in 90 kg Körpergewicht umgesetzt. Ein Mäusebussard frisst 3000 Feldmäuse pro Jahr und wiegt 1 kg. Somit bleibt nur ein geringer Teil der Biomasse in der nächsten Trophiestufe erhalten.

Konsumenten ernähren sich von den Primärproduzenten und/oder von anderen Konsumenten. Die verzehrten Organismen oder Organismenteile werden von den Konsumenten verdaut und anschließend genutzt, um eigene Biomasse aufzubauen. Auf diese Weise wird zum Beispiel pflanzliche Biomasse umgewandelt in tierische Biomasse (→ zum Beispiel Veredelung).
Dabei kann nicht sämtliche verzehrte Biomasse vollständig verdaut werden. Ein gewisser Anteil wird wieder weitgehend unverdaut ausgeschieden. Zudem verwenden Konsumenten den größten Teil der verdaubaren Biomasse zur Energiebereitstellung (Katabolismus). Nur ein kleiner Teil wird in körpereigene Biomasse gewandelt (Anabolismus). Demzufolge stellen Konsumenten nur einen geringen Teil der gesamten Biomasse.
Auch abgestorbene Pflanzen, Tiere und andere Lebewesen werden als Biomasse bezeichnet. Solche Biomasse wird wiederum von Destruenten zersetzt und zum Aufbau eigener Biomasse genutzt. Destruenten führen letztlich zum weitestgehenden Abbau von Biomasse. Am Ende werden wieder jene energiearmen Baustoffe freigesetzt, aus denen die Primärproduzenten neue Biomasse aufbauen können: Der Stoffkreislauf wird geschlossen.

### Tote Biomasse
Einen großen Anteil der Biomasse macht tote organ(ism)ische Substanz aus. Tote Biomasse wird allgemein Bestandsabfall genannt.
Bei Pflanzen besteht die tote Biomasse (tote Phytomasse) aus abgestorbenen oder abgestoßenen Pflanzenteilen. Dazu zählen abgebrochene/abgerissene Blätter, Seitensprosse, Zweige und Äste. Außerdem das gefallene Laub, überzählige Pollen und Spermatozoiden, nicht gekeimte Pflanzensporen und -samen, sowie liegen gebliebene Früchte. Es können aber auch ganze Pflanzen absterben. Größere tote Äste und ganze abgestorbene Bäume werden Totholz genannt.
Bei Tieren besteht die tote Biomasse (tote Zoomasse) ebenfalls aus abgestorbenen oder abgestoßenen Körperteilen. Dazu zählen ausgefallene oder ausgerissene Haare, Federn und Schuppen. Ebenso Exuvien, Puppenhüllen, Kokonreste, Eierschalen, Eihäute-Reste und abgestoßene Plazenten. Außerdem ausgerissene und abgetrennte Körperteile (→ Autotomie) und übrig gebliebenes Sperma (bei äußerer Befruchtung → Fischmilch). Es können aber natürlich auch ganze Tiere absterben (→ Kadaver) oder nicht befruchtete Eier anfallen. Zur toten Zoomasse gehören weiterhin viele Ausscheidungen, zuvörderst die Exkremente.
Tote Phytomasse von Landpflanzen (ohne Totholz) heißt Streu. Streu bildet mit der Zeit auf der Erdoberfläche eine dicke Schicht (Streuschicht/Streuauflage). In die Streuschicht ist auch tote Zoomasse eingebettet.
Der Bestandsabfall, der in Gewässern anfällt, wird Detritus genannt.
Neben der Bezeichnung tote Biomasse existiert auch die Bezeichnung Nekromasse. In der fachwissenschaftlichen Literatur werden beide Bezeichnungen allerdings nur in einigen Fällen synonym verwendet. In anderen Fällen bezeichnet Nekromasse demhingegen ausschließlich tote Phytomasse.
Ein Teil der toten Biomasse lagert sich in Bereichen ab, an denen Destruenten kaum existieren können. In derart destruentenarmen Bereichen herrscht meistens extreme Sauerstoffarmut (Hypoxie) oder gar Sauerstofffreiheit (Anoxie).
Wegen der stark eingeschränkten Destruententätigkeit können sich in jenen Bereichen allmählich umfangreiche Mengen kaum zersetzter Biomasse ansammeln. Diese kaum zersetzte Biomasse wird zum Ausgangsstoff für Fossile Energieträger. Dazu zählen Erdgas und Erdöl sowie die beiden biogenen Sedimente Kohle und Torf. Fossile Energieträger werden nicht mehr als Biomasse betrachtet. Das Gleiche gilt für Kerogen und für die übrigen biogenen Sedimente. Zwar gehen auch biogene Kalksteine, biogene Kieselgesteine und biogene Phosphorite auf bestimmte Formen toter Biomasse zurück. Dennoch werden sie ebenfalls nicht zur Biomasse gezählt.

## Zusammensetzung von Biomasse
Biomasse besteht vor allem aus lebenden oder toten Lebewesen, die wiederum aus einer Vielzahl verschiedener Verbindungen bestehen. Die quantitativ wichtigsten Verbindungen lassen sich zu drei Verbindungsklassen zusammenfassen:
- Kohlenhydrate (Zucker): Sie machen den größten Teil der Biomasse aus und bestehen aus Kohlenstoff, Sauerstoff und Wasserstoff. Sie kommen z. B. als Monomer (Monosaccharid, Einfachzucker) Glucose (Traubenzucker), Disaccharid (Zweifachzucker) Saccharose (Rohr- oder Rübenzucker) oder als Polysaccharid (Vielfachzucker) Stärke und Cellulose häufig vor. In Pflanzen dienen sie als Energiespeicher (v. a. Stärke) oder Baustoff (v. a. Cellulose).
- Fette (Öle, Lipide): Fette kommen vor allem als Triacylglycerid vor, einem Ester aus drei Fettsäuren und Glycerin. Die Elemente Kohlenstoff, Wasserstoff und Sauerstoff sind enthalten, wobei der Sauerstoff einen deutlich kleineren Anteil ausmacht, als bei den Kohlenhydraten. Daher ist Fett pro Masse deutlich energiereicher. Es findet sich in Derivaten als Baustoff der Zellmembran, aber vor allem als Speichersubstanz, z. B. in Ölfrüchten.
- Proteine (Eiweiße): Proteine sind Polymere aus verschiedenen Aminosäuren. Sie bestehen aus Kohlenstoff, Wasserstoff, Sauerstoff, Stickstoff und Schwefel. Als Enzyme oder Baustoff (Strukturproteine) erfüllen sie zentrale Funktionen bei Pflanzen und Tieren.

Daneben finden sich noch viele weitere Verbindungen in Biomasse, wie Lignin, Nukleotide und anderes.
Hinsichtlich der enthaltenen chemischen Elemente besteht Biomasse hauptsächlich aus Kohlenstoff, Sauerstoff, Wasserstoff, Stickstoff, Schwefel, Phosphor, Natrium, Kalium, Calcium und Magnesium, zu geringeren Anteilen aus Eisen, Mangan, Zink, Kupfer, Chlor, Bor, Molybdän und weiteren Elementen.
Den größten Teil der Biomasse machen lebende oder abgestorbene Pflanzen aus. Lebende Pflanzen bestehen vor allem aus Kohlenhydraten wie Cellulose. Mehrjährige Pflanzen bilden Holz, das vor allem aus Lignocellulose, einer Verknüpfung von Lignin und Cellulose, besteht. Nach dem Absterben von Pflanzen werden leicht abbaubare Verbindungen wie Proteine, Fette und Mono- und Oligosaccharide meist schnell abgebaut. Schwer bis sehr schwer abbaubare Verbindungen wie Cellulose und Lignocellulose überdauern deutlich länger. Im Falle von Lignin ist dies auf den hohen Anteil an Benzol-Ringen in der chemischen Struktur zurückzuführen.

## Mengen
Die Menge an Biomasse wird in der Regel angegeben als ihre Trockenbiomasse. Als Maßeinheiten werden verwendet Gramm (g), Kilogramm (kg), Tonne (Einheit) (t) und Gigatonne (109 t). Zunehmend wird anstelle der Trockenmasse auch ihr Gehalt an Kohlenstoff angegeben, denn auf diese Weise wird deutlich, wie viel Kohlenstoff in Biomasse gespeichert vorliegt. Weiterhin wird dadurch abschätzbar, wie viel anorganischer Kohlenstoff (in Kohlendioxid und Hydrogencarbonat) jährlich der unbelebten Umwelt entnommen und von den Lebewesen in Biomasse neu eingebaut wird.

### Mengen nach dem ökologischen Biomasse-Begriff

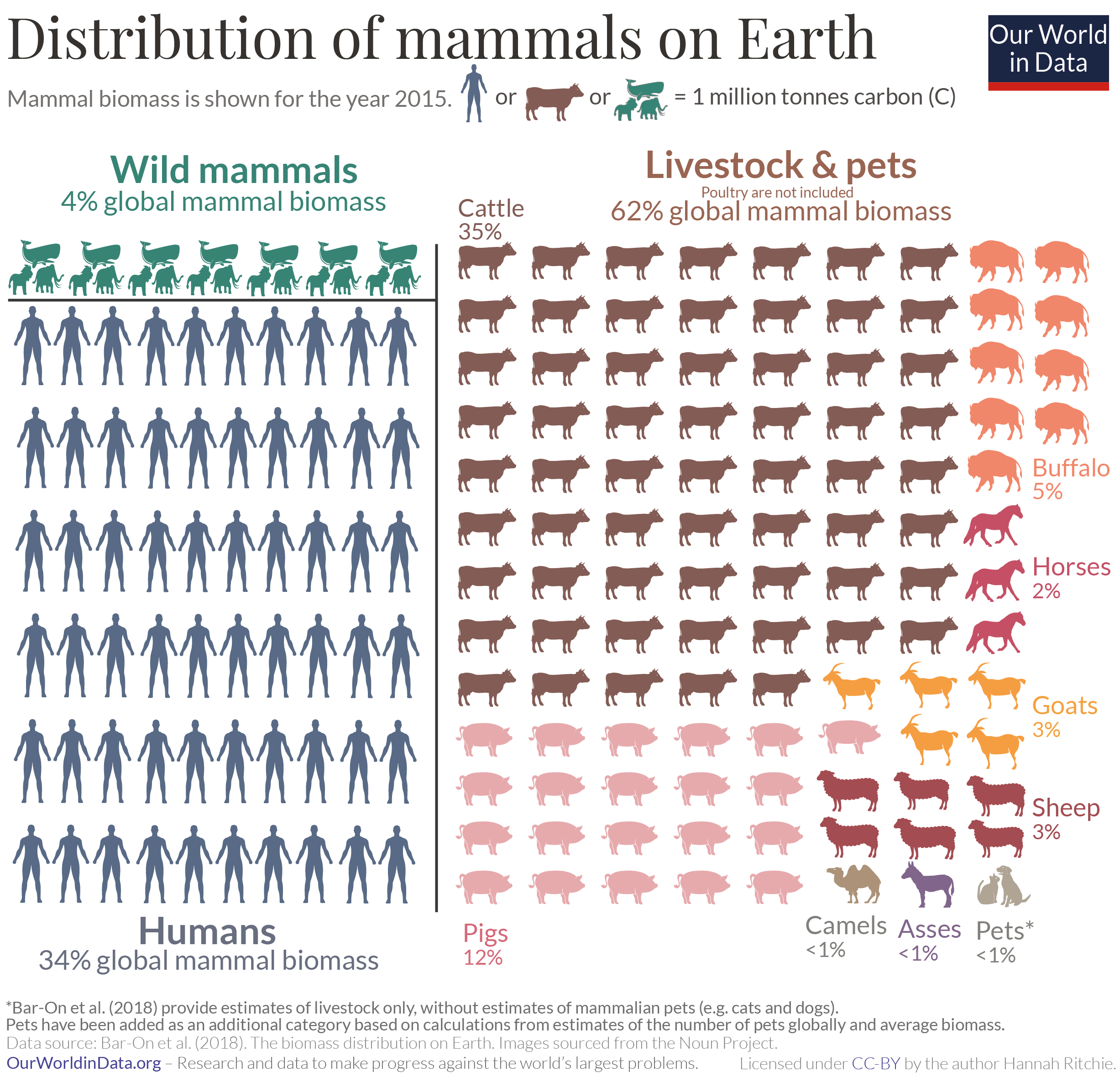
Anteil der Biomasse aller Säugetiere

Die Menge der Biomasse der gesamten Ökosphäre bleibt schwer abzuschätzen. In der Literatur finden sich unterschiedliche und zum Teil sehr widersprüchliche Angaben. Uneinigkeit besteht vor allem in vier zentralen Punkten:
- Die Menge an Biomasse, die global derzeit existiert.
- Die Menge an Biomasse, die global jährlich neu produziert wird.
- Die Anteile an Biomasse, die global jährlich einerseits von terrestrischen und andererseits von marinen Organismen produziert werden.
- Der ökologische Biomasse-Begriff, der benutzt wird. Aus ihm ergibt sich nämlich, welche Stoffgemische überhaupt als Biomasse angesehen werden und in die Abschätzungen mit einfließen.

Verschiedene Naturwissenschaftler können für die gleichen Lebewesen-Gruppen mitunter sehr unterschiedliche Biomasse-Werte liefern. Diese Widersprüche entstehen dadurch, dass die verschiedenen Wissenschaftler nicht immer die gleichen ökologischen Biomasse-Begriffe benutzen. Beispielsweise fallen die Werte von Frischbiomasse viel höher aus als von Trockenbiomasse. Denn das enthaltene Wasser trägt umfangreich zum Gewicht bei, wird aber von einigen Autoren nicht zur Biomasse gerechnet, weil sie den Begriff Biomasse auf organische Stoffe beschränken. Genauso liegen die Biomasse-Werte niedriger, wenn nur die Biomasse in lebenden Organismen gesehen wird und die Riesenmenge toter Biomasse unberücksichtigt bleibt.
Die erste Schätzung der gesamten Biomasse der irdischen Ökosphäre erfolgte im Jahr 1926 durch Wladimir Iwanowitsch Wernadski. Er gab ihre Masse mit 1020 bis 1021 g (Gramm) an, was 100.000 bis 1 Mio. · 1015 g bzw. Gigatonnen entspricht. Dabei sollte die globale Biozönose jährlich weit mehr als 1025 g neue Biomasse produzieren, wobei allerdings der größte Teil sofort wieder abgebaut würde. Zweiundsechzig Jahre später, also 1988, schätzte zum Beispiel der russische Meeresforscher Jewgeni Alexandrowitsch Romankewitsch die globale Biomasse auf 750 · 1015 g gebundenen Kohlenstoff. Er bemaß die jährlich neu gebildete Biomasse mit 120 · 1015 g. Neben diesen zwei Beispielen gibt es in der Literatur noch eine ganze Reihe weiterer Schätzwerte.
| Jahr | Schätzer                              | Schätzgröße | geschätzte Masse   | CGS-Einheiten   | Neubildung/Jahr |
| ---- | ------------------------------------- | ----------- | ------------------ | --------------- | --------------- |
| 1926 | Wladimir Iwanowitsch Wernadski        | Gesamtmasse | 100T bis 1 Mio. Gt | 1020 bis 1021 g | >1025 g         |
| 1988 | Jewgeni Alexandrowitsch Romankewitsch | Kohlenstoff | 750 Gt             | 0,75 · 1018 g   | 0,12 · 1018 g   |

Der weit überwiegende Teil der globalen Biomasse wird durch autotrophe Organismen gebildet, vor allem Cyanobakterien, Algen und Landpflanzen. Alle drei Gruppen betreiben eine bestimmte Form der Autotrophie, die Photohydroautotrophie genannt wird (→ Stoff- und Energiewechsel). Sie stellen nach Romankewitsch eine lebende Biomasse von 740 · 1015 g gebundenen Kohlenstoff. Dabei sollen mehr als 99 Prozent der gesamten photohydroautrotroph gebildeten Biomasse in Landpflanzen vorhanden sein, mit einer Biomasse von 738 · 1015 g gebundenen Kohlenstoff.
Es wird geschätzt, dass marine Algen etwa die Hälfte der weltweiten jährlichen Primärproduktion durchführen und dabei rund 50 · 1015 g Kohlenstoff binden. Die Menge der marin erzeugten Biomasse könnte auch um mehr als das Zehnfache höher liegen. Jährlich sollen global 45–50 · 1015 g Kohlenstoff des Kohlendioxids von Phytoplankton gebunden werden. Würde das Phytoplankton der Meere weniger Kohlendioxid zu Biomasse umwandeln, läge die Kohlendioxidkonzentration der Atmosphäre vermutlich bei 565 statt 365 ppm. In den Weltmeeren sinkt abgestorbenes Phytoplankton auf den Meeresgrund und nimmt dabei etwa 15 % oder 8 · 1015 g des zuvor in Oberflächennähe assimilierten Kohlenstoffs mit in die Tiefe. Andere Wissenschaftler schätzen die Menge der jährlich marin gebildeten Biomasse auf etwa 530 · 1015 g, nehmen also einen mehr als zehnmal höheren Wert an. Von diesen 530 Gigatonnen sinken nur drei Prozent oder 16 · 1015 g als Meeresschnee hinab in lichtlose Meeresbereiche und wird dort als abgestorbener Biomasse zur Grundlage eigener Ökosysteme; sie kann langfristig auch unter dem hohen Druck der Tiefsee geologisch zu Erdöl oder Erdgas umgewandelt und so der Biomasse entzogen werden.
Nach einer 2018 veröffentlichten Studie des Weizmann Institute of Science (Israel) verteilt sich die Biomasse der Erde (in Gigatonnen C) wie folgt auf die verschiedenen Lebensformen:
- 83 % Pflanzen
- 15 % Mikroorganismen (Bakterien, Archaea, Protisten, Viren)
- 2,2 % Pilze
- 0,37 % Tiere (einschließlich Menschen, die 0,01 % der Biomasse der Erde ausmachen)

Hinsichtlich des anthropogenen Einflusses auf die Biosphäre ist die heutige Verteilung der Biomasse aller Säugetiere aufschlussreich, die zusammen 8,4 % der Biomasse aller Tiere ausmachen:
- 60 % Haus- und Nutztiere
- 36 % Menschen
- 4 % Wildtiere

Demnach leben heute nach Gewicht (Gt C) 15-mal so viele Haus- und Nutztiere wie Wildtiere auf der Erde und der Mensch selbst macht mehr als ein Drittel der Biomasse aller Säugetiere aus. Ähnlich ungewöhnlich ist die Verteilung der Vögel, wo 70 % auf Geflügel entfallen und nur 30 % auf Vögel in freier Wildbahn.
Von allen auf der Erde lebenden Säugetieren gehören 60 % zu den Nutztieren, die meisten davon Rinder und Schweine. Ohne Einbeziehung des Menschen beliefe sich der Anteil der Nutztiere an allen Säugetieren sogar auf fast 94 %.
Die israelischen Wissenschaftler analysierten für ihre Arbeit hunderte von Studien. Dabei kamen auch Satellitendaten und Daten der Gensequenzierung zum Einsatz. Die Autoren verweisen jedoch auch bei dieser Studie auf erhebliche Unsicherheiten, insbesondere bei den Mikroorganismen.
Die Autoren der Studie geben zwar an, dass bei manchen ihrer Schätzungen erhebliche Unsicherheiten bestehen bleiben. Dies sei vor allem bei Bakterien der Fall, die tief unter der Erdoberfläche leben. Nichtsdestotrotz ist die Studie als erste ihrer Art wegweisend.

„Diese Studie ist […] die erste umfassende Analyse der Biomasseverteilung aller Organismen auf der Erde. Vor allem liefert sie zwei wichtige Erkenntnisse: Erstens, dass Menschen extrem effizient darin sind, natürliche Ressourcen auszubeuten. Sie haben auf so gut wie allen Kontinenten wilde Säugetiere getötet und in manchen Fällen ausgerottet – für Nahrung oder zum Spaß. Und zweitens, dass die Biomasse von Pflanzen global gesehen überwältigend dominierend ist.“

Die oben dargestellten Zahlen befassen sich mit der Biomasse der gesamten Erde oder ihrer großen Teilräume Festland, Meer und Tiefsee. Es gibt auch viele naturwissenschaftliche Publikationen, die sich mit der Biomasse kleinerer Ökosysteme oder einzelner Populationen beschäftigen und deren Biomasse-Angaben umso genauer sein können, je einfacher die untersuchten Ökosysteme für Menschen erreichbar sind (Beispiel Wald). Biomasse-Umfang und Biomasse-Produktion von nur schwerlich untersuchbaren Ökosystemen und Biozönosen sind vergleichsweise schwieriger abzuschätzen (Beispiel Plankton). Bisher kaum abzuschätzen sind Biomasse-Umfang und Biomasse-Produktion rein mikrobieller und zudem schwer zugänglicher Ökosysteme. So könnte ein erheblicher Anteil der gesamten irdischen Biomasse–bisher fast gänzlich unbemerkt–in den Zellen von Archaeen und Bakterien vorliegen, die tiefe Ozeansedimente bewohnen.
Die Hauptunsicherheiten bei der Schätzung von Biomassen bestehen in den wenig erforschten Räumen der Meere und vor allem in den noch kaum erkundeten, rein prokaryotischen Biozönosen. Es gilt aber als sicher, dass der weit überwiegende Hauptanteil der lebenden Biomasse der Ökosphäre aus autotrophen Organismen besteht und die Gesamtbiomasse der Ökosphäre mindestens mehrere 10 Gigatonnen Kohlenstoff umfasst.

### Mengen nach dem energietechnischen Biomasse-Begriff

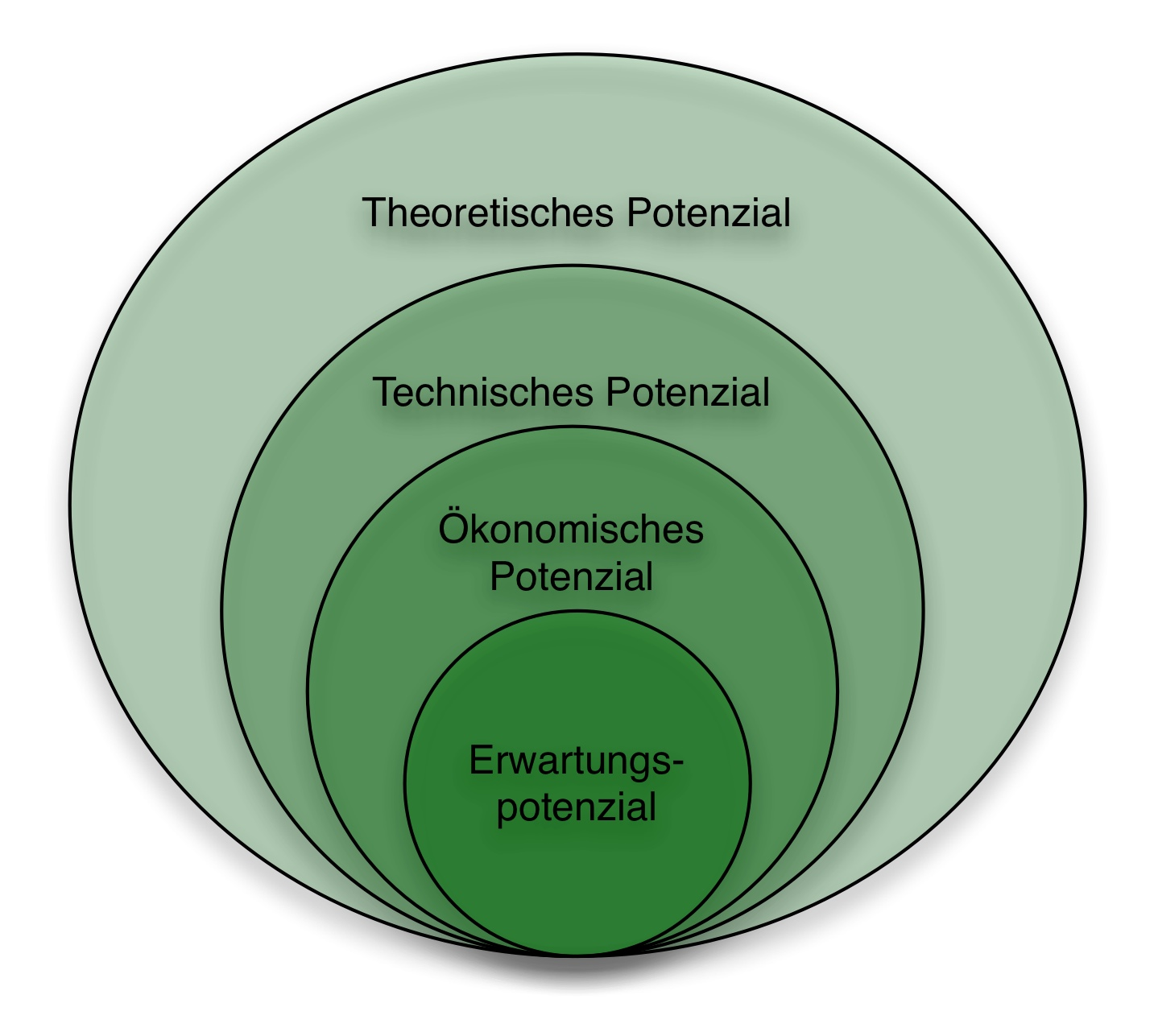
Abhängig von den Faktoren, die berücksichtigt werden, ergeben sich unterschiedliche Biomassepotentiale.

(siehe auch Artikel Biomassepotenzial)
(zum Potenzial von Bioenergie siehe auch Artikel Bioenergie)
Das Volumen der landwirtschaftlichen Abfälle wird auf 10 bis 14 km³ geschätzt.
Das sind jährlich durchschnittlich 42,5 t neuer Biomasse pro ha. In naturbelassenen Wäldern steht dieser Produktion ein Abbau von Biomasse (Totholz, Laub etc.) in ähnlicher Dimension gegenüber, so dass netto keine Zu- oder Abnahme erfolgt.
Die jährlich allein in den Wäldern produzierte Biomasse enthält das 25fache der Energie des jährlich geförderten Erdöls.
Eine durchschnittliche 80-jährige Buche hat etwa eine Höhe von 25 Meter und besitzt eine Trockenmasse von 1,8 Tonnen Holz. In ihr sind etwa 0,9 Tonnen Kohlenstoff gebunden. Die Energiemenge des Holzes dieser Buche entspricht etwa 900 Liter Heizöl. Eine lebende Buche erzeugt den Sauerstoffbedarf für 10 Menschen.
Aus technischen, ökonomischen, ökologische und anderen Gründen ist nur ein Teil der Biomasse für die Nutzung durch den Menschen erschließbar, so dass ihr potentieller Beitrag zur Energieversorgung begrenzt ist.
Die Energie der jährlich erzeugten pflanzlichen Nahrungsmittel für die Erdbevölkerung entspricht etwa 20 Exajoule. Reste der Nahrungsmittelproduktion (Reis, Weizen, Mais, Zuckerrohr), die für den menschlichen Organismus nicht verwertbar sind wie Stängel, Hülsen usw. mit einem theoretisch gewinnbaren Energieinhalt von ca. 65 Exajoule werden derzeit einfach verbrannt. Die verbrannte Biomasse aus Resten der Nahrungsmittelproduktion beträgt jährlich etwa 2 Gigatonnen.
Mindestens 38 Exajoule wären energetisch jährlich nutzbar.
Das theoretisch nutzbare Biomassepotenzial der Erde entspricht einem Energieinhalt von 2000 bis 2900 Exajoule der Landmasse und etwa 1000 Exajoule in Gewässern und Meeren. Technisch könnte man jährlich ca. 1200 Exajoule nutzen. Manche technisch möglichen Nutzungen haben jedoch bei ökonomischen Belangen Grenzen. Ökonomisch nutzbar nach Abwägung der Kosten wären nur ca. 800 Exajoule im Jahr. Der weltweite Verbrauch an Primärenergie (Erdöl, Erdgas, Kohle, Atomenergie, erneuerbarer Energie) betrug im Jahr 2004 etwa 463 Exajoule.

## Biomassenutzung
Biomasse hat für Menschen eine wichtige Funktion als Lebensmittel und als Futtermittel in der Tierzucht, Rohstoff (nachwachsender Rohstoff – abgekürzt Nawaro) und Energieträger (so genannte Bioenergien wie Brennholz, Biokraftstoff etc.). Der Mensch nutzt derzeit einen beträchtlichen Teil der weltweit verfügbaren Biomasse. Aber auch vom Menschen nicht genutzte Biomasse hat eine wichtige Funktion in Ökosystemen, beispielsweise als Nährstoff oder Lebensraum für verschiedene Lebewesen. Darüber hinaus sind große Mengen Kohlenstoff in Biomasse gespeichert, die beim Abbau der Biomasse als das Treibhausgas Kohlenstoffdioxid (CO2) freigesetzt werden. Biomasse spielt deshalb eine bedeutende Rolle für das Klima.

### Vorteile
- Die Nutzung von nachwachsenden Rohstoffen kann der Schonung von Rohstoffressourcen, wie beispielsweise Erdöl, dienen. Bei regionaler Bereitstellung der nachwachsenden Rohstoffe kann die politische und ökonomische Abhängigkeit zum Beispiel von Staaten mit großen Erdölvorkommen, sinken.
- Erneuerbare Energien aus nachwachsenden Rohstoffen ermöglichen eine CO2-neutrale bzw. eine CO2-ärmere Energieerzeugung.
- Nachwachsende Rohstoffe lassen sich relativ günstig lagern.

### Nachteile
- Bei Ausweitung der Biomassenutzung auf bislang ungenutzte Naturflächen (zum Beispiel Rodung von Wäldern) können Ökosysteme zerstört und die Biodiversität gefährdet werden. Vor allem bei der Brandrodung werden außerdem große Mengen CO2 freigesetzt.
- Die zunehmende energetische und stoffliche Nutzung kann zur Flächenkonkurrenz gegenüber der Nahrungsmittelproduktion führen. (siehe Artikel Bioenergie und Biokraftstoff)
- Bei der landwirtschaftlichen Biomasseerzeugung werden Düngemittel (Stickstoff-, Phosphor-, Kali-Dünger und andere Dünger) eingesetzt, was zu Treibhausgasemissionen (Distickstoffmonoxid aus Stickstoffdünger), Nitrat-Eintrag (NO3−) ins Grundwasser, Nährstoffeintrag in Oberflächengewässer (Eutrophierung) und weiteren Schädigungen führt. Durch Pestizideinsatz können Umwelt- und Gesundheitsschäden entstehen.
- Durch die Ausweitung der Bewässerung landwirtschaftlicher Flächen werden Wasserressourcen genutzt, die ökologisch wichtig sind oder andernorts die Trinkwasserversorgung sicherstellen.[53]
- Die Verbrennung fester Biomasse (beispielsweise Holz) ist ohne besondere Maßnahmen mit höheren Schadstoffemissionen (Kohlenmonoxid, Ruß, PAK) verbunden als bei Verbrennung von Öl oder Gas.[54]
- Durch Verbrennung in Anlagen wird Trocken- und Totholz dem natürlichen Kreislauf entzogen und der über Jahrzehnte in den Sedimenten des Waldbodens gespeicherte Kohlenstoff in kurzer Zeit als CO2 in die Atmosphäre verbracht.
- Die Ernte, Aufarbeitung und Verbringung ist mit großem Verbrauch von fossilen Energiequellen und elektrischer Energie sowie umfangreichem maschinellen Aufwand verbunden.

### Biomassenutzung in Deutschland
Der größte Teil der in Deutschland genutzten Biomasse dient der Erzeugung von Lebensmitteln und Futtermitteln, als nachwachsender Rohstoff zur stofflichen Nutzung (Nutzholz, Stärke und dergleichen) oder der klassischen energetischen Verwendung in Form von Brennholz (auch in Form des Agraischen Anbaus in Kurzumtriebsplantagen). Rechtliche Definitionen enthält die Biomasseverordnung (BiomasseV).
In den Jahren 2004 bis 2011 fand eine deutliche Zunahme der Biomassenutzung statt. 
Hauptgrund ist die zunehmende energetische Verwendung (Bioenergie). Durch das Erneuerbare-Energien-Gesetz (EEG) wird unter anderem der Einsatz von Biomasse zur Stromerzeugung gefördert, wie beispielsweise die Verbrennung von Holz in Biomasseheizwerken und Biomasseheizkraftwerken, oder die Vergärung von Gülle und Silage aus Energiepflanzen in Biogasanlagen und anschließende Verstromung des Biogases. 
Im ersten Halbjahr 2024 wurden 58 Prozent des gesamten Stromverbrauchs in Deutschland mit erneuerbaren Energien gedeckt, neun Prozentpunkte davon aus Biomasse.
Biokraftstoffe werden durch reduzierte Steuersätze (Energiesteuergesetz) und Beimischungsquoten (Biokraftstoffquotengesetz) staatlich unterstützt, da sie fossile Energieträger schonen, das Klima weniger belasten und die Importabhängigkeit reduzieren.
Der nachhaltige Anbau, also die Beachtung ökologischer und sozialer Kriterien, wird durch die Biomassestrom-Nachhaltigkeitsverordnung (BioSt-NachV) sichergestellt: Hersteller von Bioenergie oder Biokraftstoffen müssen nachweisen, dass die Produkte umwelt-, klima- und naturschonend hergestellt wurden. Der Nachweis erfolgt im Rahmen einer Zertifizierung durch akkreditierte Zertifizierungsstellen wie zum Beispiel Bureau Veritas oder den Technischen Überwachungs-Verein. Damit werden ökologische Schäden, wie zum Beispiel die energetische Nutzung von Palmöl aus abgeholzten Regenwaldgebieten, vermieden.
Die Wärmeerzeugung aus Bioenergie wird durch das Erneuerbare-Energien-Wärmegesetz (EEWärmeG) gefördert, vor allem die Nutzung von Biomasse für Pelletheizungen und Hackschnitzelheizungen.
Die Nutzung von Holz und Stroh zu Heizzwecken in Deutschland steigerte sich in den Jahren 1995 bis 2006 von 124 Petajoule auf 334 Petajoule. Die Herstellung von Biodiesel erhöhte sich von 2 Petajoule im Jahr 1995 auf 163 Petajoule im Jahr 2006. Die Biogasproduktion nahm von 14 Petajoule im Jahr 1995 auf 66 Petajoule im Jahr 2006 zu.
Zum Vergleich: Der gesamte Mineralölverbrauch in Deutschland betrug im Jahr 2006 5179 Petajoule. Bei der Stromerzeugung steigerte sich der Anteil aus Biomasse und biogenem Abfall von 670 GWh bzw. 1.350 GWh im Jahr 1995 auf 14.988 GWh bzw. 3.600 GWh im Jahr 2006. Die Stromerzeugung aus Biomasse entsprach im Jahr 2006 etwa der Stromerzeugung aus Wasserkraft.
Im Jahr 2013 wurden in Deutschland auf mehr als einem Zehntel der Ackerbauflächen Energiepflanzen als Gärsubstrat für Biogasanlagen angebaut.